# オーウェン・グレイディ
オーウェン・グレイディは、映画「ジュラシック・パーク」シリーズに登場する架空の人物。ジュラシックパークシリーズの第4作目から登場する。

## 人物紹介
クレア・ディアリングとは付き合っていたが、1回目のデートで破局している。作品中でキスをする様子が見られたが、何度か別れている。第5作目でメイジー・ロックウッドを養女として迎え入れた。
元アメリカ海軍軍人であり、その後インジェン社に雇われヴェロキラプトルの調教師となった。ブルーを筆頭に、チャーリー、デルタ、エコーという4頭のヴェロキラプトルを飼い慣らした。ブルーたちの前ではいつでも油断しなかった。しかし、恐竜に対しては他の動物と同じく愛情を持って接している。そのため「ジュラシック・ワールド」では恐竜を兵器に仕立て上げようというホスキンスの考えを嫌悪し、遺伝子操作で作られたインドミナス・レックスに対しても非常に危機感を頂いていた。
ジュラシック・パークが破滅してインジェン社が経営難に陥った後は小屋を建て暮らしていたが、火山活動が活発になったイスラ・ヌブラル島からサンクチュアリに恐竜を移送させる作戦に参加する。「ジュラシックワールド 炎の王国」でも恐竜愛護の為に行動を取り、密輸を目論むイーライ・ミルズ達については容赦のない対応を取っている。恐竜を密輸する目的と知ってからは止めるために尽力する。
冷静な判断力と強靭な精神力を持ち、状況に応じた決断力と行動力で恐竜たちを守る。恐竜を利用しようとする人間の欲望に立ち向かいながら、ブルーとの関係を軸に、人類と恐竜の未来を見据えるキャラクターである。